# 99 Mozgalom
A 99 Mozgalom egy pártokon átívelő magyarországi politikai mozgalom, amelynek megalapítását 2021. május 15-én jelentette be Karácsony Gergely, Budapest főpolgármestere. A bejelentés ahhoz kapcsolódott, hogy kiderült, ő lesz a Magyar Szocialista Párt (MSZP), a Párbeszéd Magyarországért (Párbeszéd) és az LMP – Magyarország Zöld Pártja (LMP) miniszterelnök-jelöltje a 2021-es magyarországi ellenzéki előválasztáson.

## Céljai
A mozgalom azért jött létre, hogy támogatásával Karácsony Gergely megnyerje a 2021-es magyarországi ellenzéki előválasztást, majd pedig az ellenzéki Összefogás miniszterelnök-jelöltjeként a 2022-es magyarországi országgyűlési választást.
Karácsony fő politikai céljaiként az alábbiakat említette:
Célunk és hitünk nem több, nem is kevesebb: a kiváltságos kevesek 1 százalékának trónfosztása a 99 százaléknyi többség javára és érdekében. Hogy a hatalom embereit leváltsa az emberek hatalma. Hogy Magyarország fellélegezzen, megnyugodjon és mindannyiunk közös otthona legyen. ... Magyarország következő fejezete minden magyar története lesz. A mai kiváltságosok köré berendezett ország helyett mindenkinek esélyt, mindenkinek jövőt, boldog életet kínáló hazát teremtünk. Itt az ideje, hogy új politikát építsünk, ami az ország 99%-nak érdekeit képviseli a leggazdagabbak 1%-a helyett.
Hangsúlyozta azt is, hogy olyan országot szeretne, ahol senki sem tartja hazaárulónak a másikat, ahol nem kell választani haza és haladás, nemzet és Európa, Budapest és vidék között.

## Alapítók
A mozgalom  alapító tagjai:
- Ács Sándorné, a Kishantosi Vidékfejlesztési Központ Kft. egyik alapító-ügyvezetője
- Alföldi Róbert, színész, rendező
- Andor László, közgazdász, az Európai Unió volt biztosa
- Ángyán József, agrármérnök, volt államtitkár
- Balázs Péter, közgazdász, az Európai Unió volt biztosa, volt külügyminiszter
- Bánfalvi István, szociálpolitikai szakértő, volt államtitkár
- Barkóczi Bianka, tanuló
- ifj. Bibó István, művészettörténész, etnológus
- Bod Péter Ákos, közgazdász, a Magyar Nemzeti Bank volt elnöke
- Bojár Gábor, fizikus, a Graphisoft és az Aquincum Institute of Technology alapítója
- Bónis Imre, polgármester, Sámod
- Bozóki András, politológus, volt kulturális miniszter
- Brunner Tibor, polgármester, Esztergályhorváti
- Bukta Benedek, informatikus
- Büttl Ferenc, közgazdász, egyetemi oktató
- Csabai Bence, építész
- Csepregi Dávid, a Szikra Mozgalom elnökségi tagja
- Derdák Tibor, szociológus, a sajókazai Dr. Ámbédkar Gimnázium intézményvezetője
- Elek István, újságíró, közíró
- Eszes Béla, polgármester, Jánoshida
- Fábián István, kémikus, egyetemi tanár
- Ferge Zsuzsa, szociológus, szociálpolitikus, az MTA rendes tagja
- Forján Lili, tanuló
- Földes György, történész, tudományos kutató
- Földi András, jogász, tanszékvezető egyetemi tanár
- Füle Sebestyén, egyetemista
- Gávai Kata, tanuló
- Hajós András, szociológus végzettségű énekes, dalszerző, műsorvezető, producer, humorista
- Haraszti Miklós, író-politikus, az EBESZ volt sajtószabadság-felelőse
- Hegyesiné Orsós Éva, az „Életet az éveknek” Országos Szövetség elnöke, volt államtitkár
- Hédl-Szabó Dániel, színész
- István Miklós, szoftvermérnök
- Jordán Tamás, színművész
- Kaltenbach Jenő, jogász, volt kisebbségi ombudsman
- Karácsony Gergely, budapesti főpolgármester
- Kenedi János, író, az állambiztonsági iratok kutatója
- Kertesi Gábor közgazdász
- Kis János, filozófus, közíró
- Kiss Virág, tanító
- Koltai Péter, polgármester, Szentlőrinc
- Konka Balázs, tanuló
- Kovács Bernadett, eladó
- Kökény Éva, fodrász
- Kukorelly Endre, író, költő
- Lapos Erika, devizahitel-károsult
- Major Sára, tanuló
- Majtényi László, jogász, volt adatvédelmi biztos
- Máté Antal, polgármester, Nyírbátor
- Mellár Tamás, közgazdász, országgyűlési képviselő
- Nahalka István, oktatáskutató
- Nemény András, polgármester, Szombathely
- Osvárt Andrea, színésznő
- Pásztor Gábor, kórházi főorvos
- Plesz Roland, építőipari dolgozó
- Pogátsa Zoltán, közgazdász, szociológus
- Polyák Gábor, jogász, a Mérték Médiaelemző Műhely vezetője
- Pusztai Erzsébet, infektológus, korábbi egészségügyi államtitkár
- Pusztai Krisztián, tanuló
- Radó Péter, oktatáskutató
- Scheiring Gábor, közgazdász, szociológus, volt országgyűlési képviselő
- Sudár Orsolya, Szikra Mozgalom elnökségi tagja
- Szalai Erzsébet, szociológus
- Szilágyi Márton, informatikus
- Tarr Béla, filmrendező
- Tóth András, volt bányász
- Tóth Imre Miklós, volt olvasztár, munkanélküli
- Vanger Anett, eladó
- Vécsi István, polgármester, Ricse
- Wittinghoff Tamás, polgármester, Budaörs

## Kezdeti reakciók
- Kocsis Máté, a Fidesz országgyűlési frakcióvezetője szerint: „Új mozgalom indult a baloldalon: 99% Gyurcsány, 1% Karácsony." [5]

- Kiszelly Zoltán politológus azt mondta: „A főpolgármester által bejelentett »99 mozgalom« is amerikai, a We are the 99 percent(wd) mintájára született, ami egyfajta Wall Street elleni lázadás volt. Azt azonban nem szabad elfeledni, hogy itthon nem ez az első próbálkozás, Márki-Zay Kossuth-körei, a Momentum Cselekvés-körei éppúgy hamvába holtak, mint korábban Bajnai Haza és haladás mozgalma”.[6]